# David Belasco

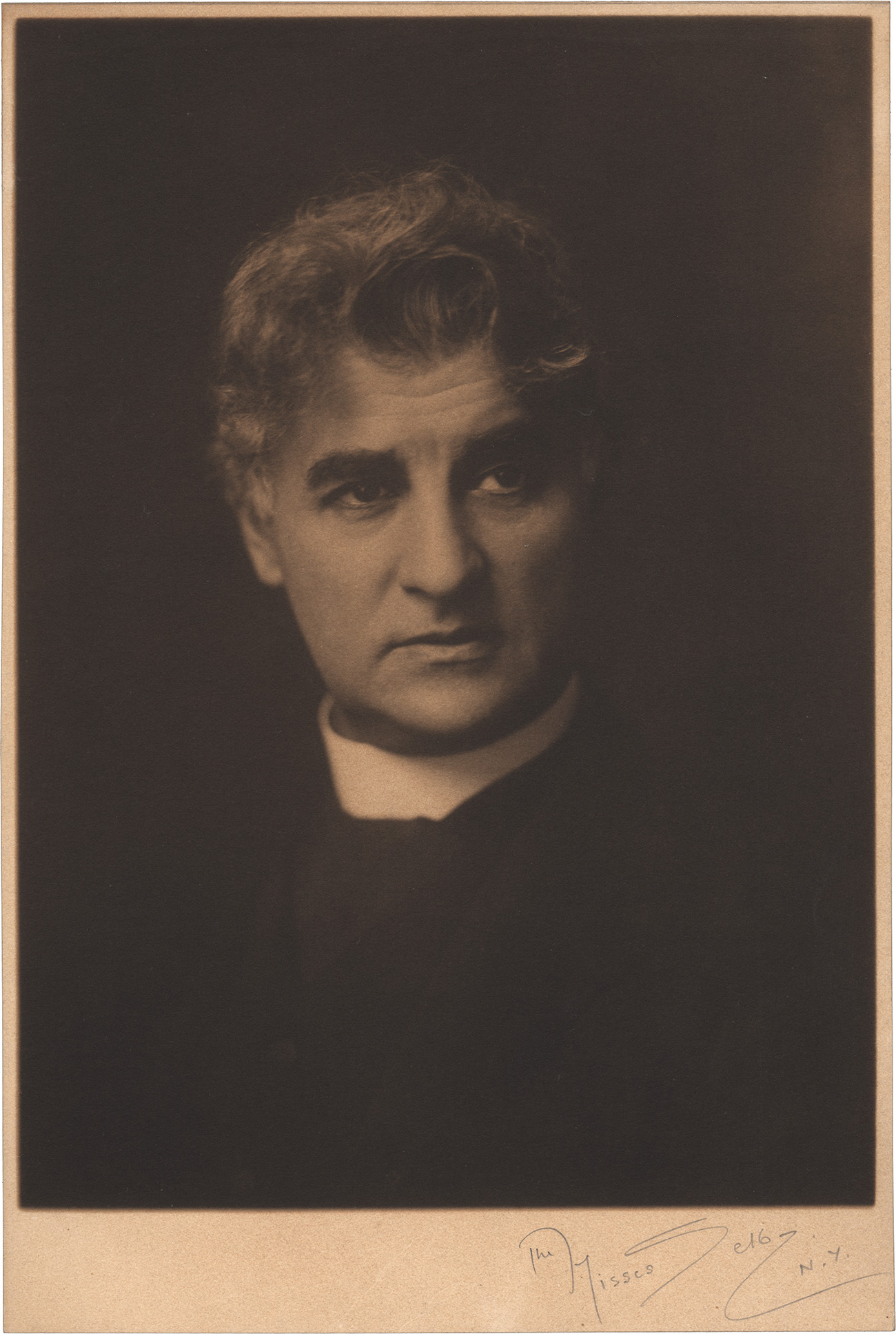
Ritratto di David Belasco, drammaturgo (1853-1931).

David Belasco (San Francisco, 25 luglio 1853 – New York, 14 maggio 1931) è stato un drammaturgo, impresario teatrale e regista teatrale statunitense.

## Biografia
Nacque a San Francisco, in una famiglia di origine ebraica e portoghese.
Durante l'infanzia venne educato da un sacerdote cattolico ed ebbe l'opportunità di esordire già all'età di cinque anni sul palcoscenico come attore e, all'età di dodici, come autore. Quindi, pur essendo ancora giovane, allo scoccare del ventesimo anno di età poteva vantare al suo attivo una decina fra commedie e drammi ed una lunga esperienza nei teatri di entrambe le coste Americane, da San Francisco a New York.
Durante la sua lunga carriera, Belasco scrisse, diresse o produsse più di cento opere teatrali a Broadway. Come autore, talvolta realizzò il testo a quattro mani con James Alfred Herne o con Henry C. de Mille oppure ancora con il critico Franklyn Fyles.
La sua ecletticità gli consentì di spaziare a tutto tondo nell'ambiente artistico, occupandosi di scenografia, di costumi, di recitazione e distinguendosi per una notevole genialità talvolta persino caotica.
La popolarità di Belasco raggiunse un apice così alto da essere citato da Henry Miller, nel Tropico del Capricorno, e da F. Scott Fitzgerald, nel Il grande Gatsby (capitolo III, pagina 50).
Tra gli attori lanciati da Belasco si annovera la ancora giovane Mary Pickford, apparsa nelle sue commedie The Warrens of Virginia nel 1907 ed A Good Little Devil nel 1913.
David Belasco è stato sposato per cinquant'anni con Cecilia Loverich da cui ha avuto due figlie, Reina e Augusta.
Morì all'età di settantasette anni a New York e fu sepolto al cimitero di Linden Hills nel Queens.

## Opere
Nel 1887 Belasco scrisse la commedia The Wife ("La moglie") che riscosse un buon successo di pubblico e di critica ed è ritenuto uno dei suoi lavori più riusciti.
Con The Girl I Left Behind Me ("La fanciulla che mi lasciai alle spalle", 1893) e The Heart of Maryland ("Il cuore del Maryland", 1895) Belasco propose un ciclo di episodi di una sua epopea western.
John Luther Long gli offrì il soggetto di Madame Butterfly (1900), tragedia in un atto ambientata in Giappone dalla quale Giacomo Puccini trasse la sua Madama Butterfly.
The Darling of the Gods ("La beniamina degli dei" - 1902), ancora ambientato in Giappone, fu seguito due anni più tardi da una tragedia di ispirazione romantica intitolata Andrea, ambientata in una isola del Mediterraneo nel V secolo d.C.
Nel 1905 Belasco mise in scena con grande successo The Girl of the Golden West, che, come già successo per Madame Butterfly, fu trasformata da Giacomo Puccini nell’opera La fanciulla del West).
Dopo il 1911, anno nel quale debuttò The Return di Peter Grimm ("Il ritorno di Peter Grimm"), Belasco si dedicò principalmente all'organizzazione teatrale, alla messinscena e agli aspetti tecnici della produzione teatrale, portando sulle scene tra l'altro il naturalismo letterario di Zola e quello di Antoine.

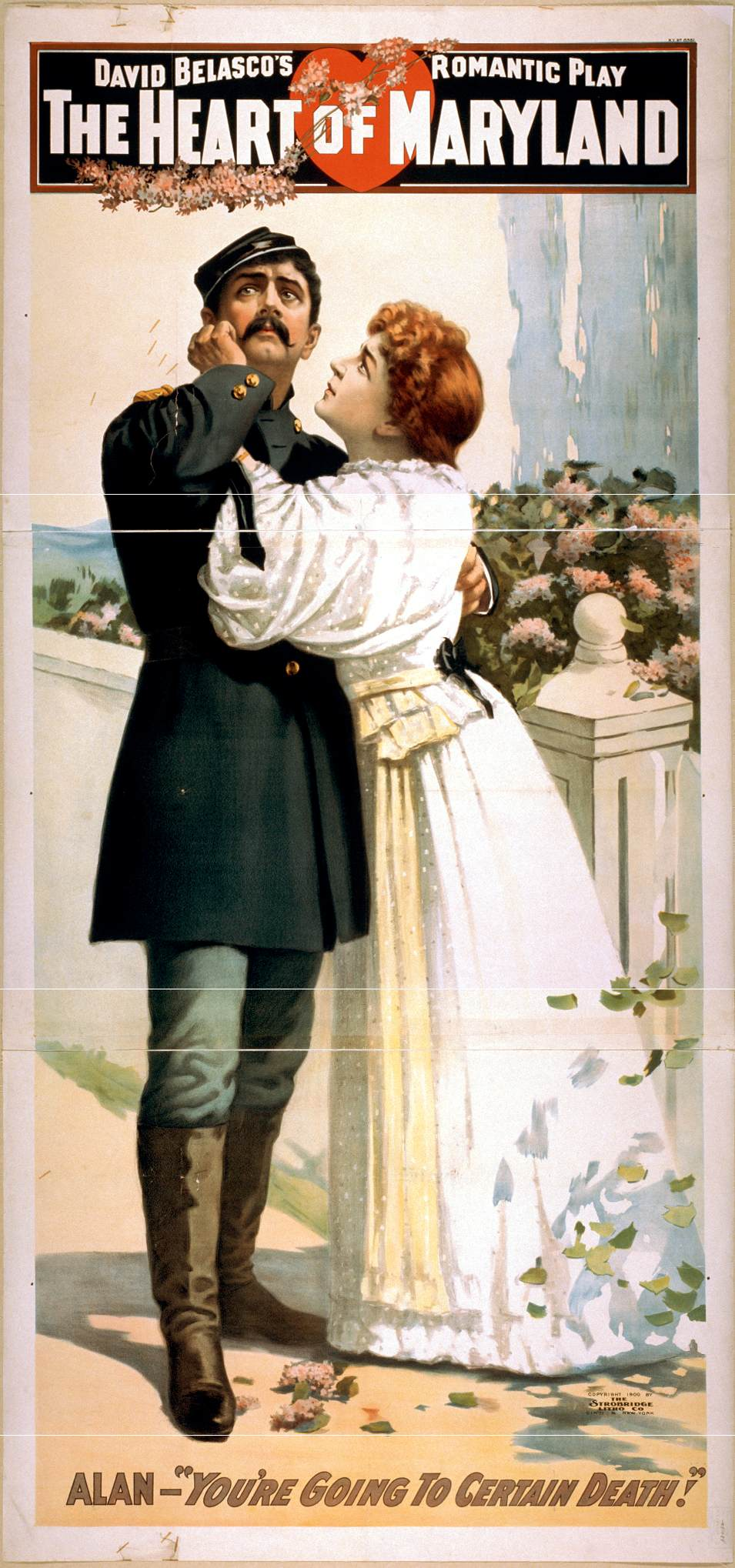
Poster della commedia The Heart of Maryland

## Il Teatro di Belasco
Belasco è stato considerato l'artefice della standardizzazione di un nuovo genere teatrale per il palcoscenico Americano ribattezzato Naturalismo teatrale.
Mise una scrupolosa attenzione ai dettagli, dall'illuminazione agli effetti speciali, dalle scenografie agli ambienti riproducenti talvolta la vita quotidiana degli stessi attori.
Belasco ha perseguito l'introduzione delle innovazioni tecnologiche all'interno del teatro, e quindi ha lui stesso finanziato progetti di ricerca di nuovi macchinari meccanici, elettrici e idraulici che spesso è riuscito a rivendere ad altre produzioni.
La prima sede teatrale newyorkese gestita da Belasco fu localizzata al 229 West 42nd Street, tra la settima e l'ottava Avenues, nel distretto di Times Square a Manhattan. Belasco assunse il ruolo di impresario e di direttore teatrale provvedendo anche alla sua ristrutturazione, avvenuta nel 1902. Nel corso del secolo vari proprietari si susseguirono, tra i quali si annovera Oscar Hammerstein, nonno del famoso compositore, ed il locale ebbe alterni momenti di luci ed ombre, divenendo anche una sala di proiezione cinematografica per film pornografici, finché nel 1995 è stato riaperto e riscoperto come New Victory Theathre.
Dal 1912 in poi, varie altre sedi, anche in altre città, vennero adibite per gestire la produzione teatrale di Belasco.

## Spettacoli teatrali
- May Blossom (Broadway, 12 aprile 1884)
- Valerie (Broadway, 15 febbraio 1886)
- The Highest Bidder (Broadway, 3 maggio 1887)
- The Wife (Broadway, 1º novembre 1887)
- Lord Chumley (Broadway, 21 agosto 1888)
- The Wife (ripresa) (Broadway, 29 marzo 1889)
- The Charity Ball (Broadway, 19 novembre 1889)
- Men and Women (Broadway, 21 ottobre 1890)
- The Girl I Left Behind Me (Broadway, 25 gennaio 1893)
- The Younger Son (Broadway, 24 ottobre 1893)
- Pawn Ticket (Broadway, 1º ottobre 1894)
- The Heart of Maryland (Broadway, 22 ottobre 1895)
- Under the Polar Star (Broadway, 20 agosto 1896)
- L'Arlesienne (Broadway, 22 marzo 1897)
- The First Born
- Zaza
- Naughty Anthony
- Madame Butterfly
- Zaza
- Under Two Flags, di Paul M. Potter - coproduzione (Broadway, 5 febbraio 1901)

## Belasco e il cinema
Dai lavori di Belasco, vennero tratti numerosi film sia durante l'epoca del cinema muto che all'avvento del sonoro. Il primo film in cui apparve un soggetto di Belasco fu, nel 1900, il cortometraggio The Stocking Scene from 'Naughty Anthony' dell'American Mutoscope & Biograph, che riprese alcune scene di un suo spettacolo.

## Filmografia

### Sceneggiatore
- The Stocking Scene from 'Naughty Anthony' (1900)
- The Wife, regia di David Miles (1914)
- Stranezze di un miliardario (Lord Chumley), regia di James Kirkwood (1914)
- La belle Russe, regia di William J. Hanley (1914)
- Men and Women, regia di James Kirkwood (1914)
- La rosa del Rancho (Rose of the Rancho), regia di Cecil B. DeMille e Wilfred Buckland (1914)
- The Girl I Left Behind Me, regia di Lloyd B. Carleton (1915)
- La fanciulla del West (The Girl of the Golden West), regia di Cecil B. DeMille (1915)
- La du Barry (DuBarry), regia di Edoardo Bencivenga (1915)
- Barriera di sangue (The Heart of Maryland), regia di Herbert Brenon (1915)
- May Blossom, regia di Allan Dwan (1915)
- The Case of Becky, regia di Frank Reicher (1915)
- Zaza, regia di Hugh Ford, Edwin S. Porter (1915)
- Sweet Kitty Bellairs, regia di James Young (1916)
- La belle Russe, regia di Charles Brabin (1919)
- Harakiri, regia di Fritz Lang (1919)
- The Heart of Maryland, regia di Tom Terriss (1921)
- The Girl of the Golden West, regia di Edwin Carewe (1923)
- Sweet Kitty Bellairs, regia di Alfred E. Green (1930)
- The Girl of the Golden West, regia di John Francis Dillon (1930)
- Vendetta gialla (The Son-Daughter), regia di Clarence Brown e, non accreditato, Robert Z. Leonard - lavoro teatrale (1932)
- La città dell'oro (The Girl of the Golden West), regia di Robert Z. Leonard (1938)

### Produttore
- A Good Little Devil, regia di Edwin S. Porter e, non accreditato J. Searle Dawley - supervisore (1914)
- La casa delle 4 ragazze (The Gold Diggers), regia di Harry Beaumont (1923)
- Friendly Enemies, regia di George Melford (1925)

### Film o documentari dove appare Belasco
- A Good Little Devil, regia di Edwin S. Porter e (non accreditato) J. Searle Dawley - sé stesso (1914)